# 塔彭鎮區 (北達科他州基德縣)
塔彭鎮區（英語：Tappen Township）是位於美國北達科他州基德縣的一個鎮區。

## 地方資料
塔彭鎮區的面積為90.43平方千米，當中陸地面積為89.61平方千米，而水域面積為0.81平方千米。根據2020年美國人口普查的數據，當地共有人口103人，而人口密度為每平方千米1.14人。